# Hernád
Hernád is een plaats (község) en gemeente in het Hongaarse comitaat Pest. Hernád telt 3618 inwoners (2001).